# Constantina (Río Grande del Sur)

Localización.

Constantina es un municipio brasileño del estado de Rio Grande do Sul.
Se encuentra ubicado a una latitud de 27º44'05" Sur y una longitud de 52º59'32" Oeste, estando a una altitud de 501 metros sobre el nivel del mar. Su población estimada para el año 2004 era de 9.545 habitantes.
Ocupa una superficie de 278,54 km².
- Datos: Q1996363
- Multimedia: Constantina (Rio Grande do Sul) / Q1996363